# Rue des Rosiers
Die Rue des Rosiers (deutsch „Straße der Rosenbüsche“) ist eine 303 Meter lange Straße im Marais im Zentrum von Paris, die einen Teil des 4. Arrondissements in Ost-West-Richtung durchzieht. Der etwas gebogene, dunkle und enge Hauptteil der Straße blieb von der Trassenneuausrichtung bei Georges-Eugène Haussmanns großen Umbaumaßnahmen bewahrt.

## Anbindung
Die Straße kann über die Métro Paris Linie , Station Saint-Paul erreicht werden.

## Namensursprung
Nach Jacques Hillairet hatte sie den Namen schon 1230 wegen der Rosenbüsche, die in den Gärten wuchsen. Eine andere Quelle, Jean de La Tynna, bestätigt, dass der Name seit 1233 besteht.

## Bedeutung

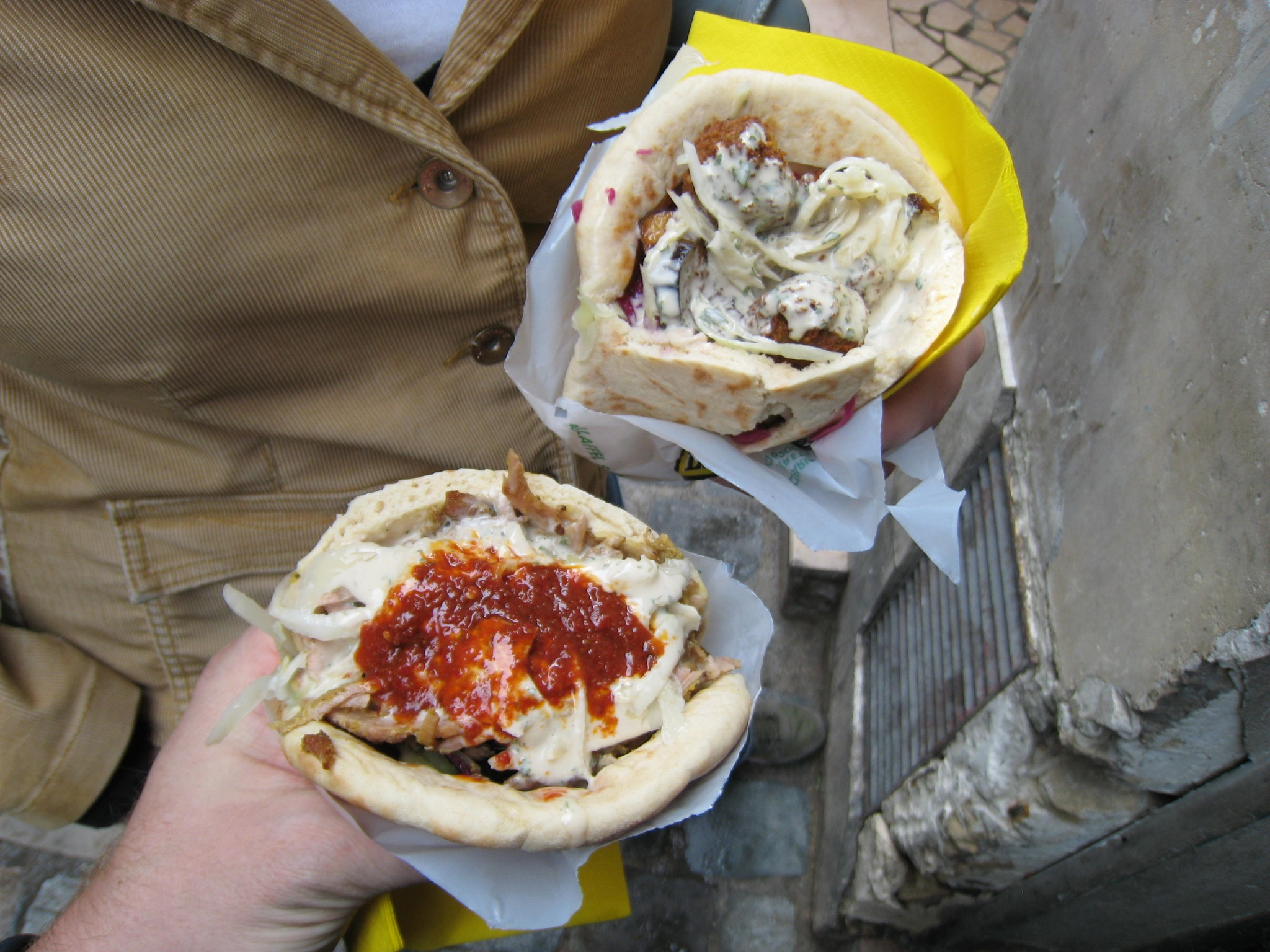
Zwei typische Sandwiches, Falafel und Döner

Die Rue des Rosiers steht sinnbildlich für die jüdische Gemeinde von Paris und beherbergt viele Geschäfte, Lebensmittelläden, Buchhandlungen und Restaurants. Die Straße ist bekannt für die Falafel, die dort von fünf konkurrierenden Restaurants angeboten werden. Seit den 1980er Jahren siedelten sich auch Luxusboutiquen für Kleidung und Parfüm an, diese verändern langsam das Aussehen der Straße, zum Verdruss einiger Händler und Anwohner, die dagegen schon protestiert und Petitionen eingereicht haben. Daraufhin wurde die Straße im Jahr 2007 mit Kopfstein gepflastert und die Beleuchtung und die Bepflanzung erneuert. So erhielt sie wieder ihren ruhigen, ursprünglichen Charakter, ähnlich wie bei anderen kleinen Straßen des Marais. Seit 2006 ist sie sonntags Fußgängerzone und dann wie die benachbarte Rue des Francs-Bourgeois sehr frequentiert. Den Rest der Zeit wird sie dank Bodenschwellen und einer Geschwindigkeitsbegrenzung auf 30 km/h nicht einmal von Autos sehr genutzt.
Alain Korcarz, der Inhaber der berühmten koscheren Bäckerei, gegründet 1946, kommentierte (leicht gekürzt): „Ja, das Viertel hat sich offensichtlich verändert, ich bin in der Rue des Rosiers geboren und sie ist nicht mehr das, was sie war. Es gab die Rue des Rosiers im Krieg mit ihren Bäckereien, Konditoreien, koscheren Metzgereien, es gab die Rue des Rosiers mit ihren Pizzerien und Modegeschäften, und jetzt ist sie zur Rue des Rosiers des Falafel geworden. Das einzig Beständige ist der Wandel.“
Von der Nummer 10 der Rue des Rosiers aus ist seit 2014 der Jardin Francs-Bourgeois-Rosiers zugänglich, eine Zusammenlegung der Gärten des Hôtel de Coulanges, des Hôtel de Barbes und des Hôtel d’Albret. Er führt zu den Häusern 35 bis 37 der Rue des Francs-Bourgeois. 2007 wurde der erste Abschnitt eröffnet. Im Jahr 2013 wurde der Bau eines Durchgangs zum zweiten Bauabschnitt des Gartens durch das Haus Nummer 10 der Rue des Rosiers beschlossen. 2014 wurde der Garten vollendet, er heißt seitdem Jardin des Rosiers – Joseph-Migneret.

## Geschichte
Die Straße scheint im 13. Jahrhundert entlang der damaligen Stadtmauer angelegt worden zu sein, deren Bau Philipp II. von Frankreich veranlasst hatte. Ihr Name ist seit 1230 belegt und geht auf die Rosensträucher zurück, die sich dort an der Mauer hochrankten. Von der ehemaligen Stadtmauer sind zum Beispiel im Hof des Hauses Nummer 8 und bei den Häusern 10 und 14 noch Reste zu sehen.
Ursprünglich begann die Rue des Rosiers an der Rue du Roi-de-Sicile, folgte der heutigen Rue Ferdinand-Duval und verlief schließlich nach einer Kurve bis zur Rue Vieille-du-Temple. Der westlichste Teil der heutigen Rue des Rosiers zwischen der Rue Ferdinand-Duval und der Rue Pavée war ursprünglich eine Sackgasse, die Rue de la Quoquerée (1292), Cul-de-sac de la Lamproie (1400), Rue Coquerée (1415), Rue Coquerrie (1540) und dann Cul-de-sac Coquerelle (oder Impasse Coquerelle) genannt wurde. Von 1848 bis 1850 wurde die Straße schließlich ausgebaut und bis zur Rue Malher verlängert. Die heutige Rue Ferdinand-Duval wurde im 16. Jahrhundert von der Rue des Rosiers getrennt und erhielt den Namen „Rue des Juifs“ (zu Deutsch: Judengasse), bevor sie im Jahr 1900 nach der Dreyfus-Affäre wieder in „Rue Ferdinand-Duval“ umbenannt wurde.
Die dortige jüdische Gemeinde gibt es schon seit sehr langer Zeit, sie erlebte politisch vielerlei Konjunkturen, zum Beispiel die Judenausweisung von 1394 aus Frankreich von Karl VI. von Frankreich, wodurch es viel an Zu- und Abwanderung gab. Nach dem Niedergang des Marais durch den Wegzug des Adels nach Versailles nach 1680 zogen ärmere Schichten ins Viertel, darunter auch Juden. Auch in den Sanierungen von Paris durch Baron Haussmann im 19. Jahrhundert blieb das Viertel ein Armeleutequartier. Zwischen 1881 und 1914 gab es einen großen Zuzug, bei dem sich etwa 20.000 Personen nach Verfolgung in ihrer Heimat Rumänien, Österreich-Ungarn und Russland im Viertel ansiedelten. Dieser Zustrom erklärt auch die große Zahl jiddischsprachiger aschkenasischer Juden im bildhaft im 20. Jahrhundert so genannten Pletzl (Benennung entsprechend dem deutschen Diminutiv Plätzel nach der volkstümlich so genannten nahen Place Saint-Paul), doch es sind durchaus auch Sepharden vertreten.
Am 9. August 1982 verübte die palästinensische Terrororganisation Fatah Abou Nidal ein Attentat auf das jüdische Restaurant Jo Goldenberg (s. u.), bei dem 6 Menschen ums Leben kamen und 22 verletzt wurden. Es konnten 4 verdächtige Araber ermittelt werden, 3 lebten in arabischen Ländern und wurden nicht ausgeliefert, ein vierter Palästinenser lebte in Schweden und wurde an Frankreich ausgeliefert. Ein Prozess fand bis 2022 nicht statt. Es wird vermutet, dass der französische Geheimdienst DST ein Abkommen mit der Terrororganisation vereinbart hatte: keine  Verfolgung der Täter gegen ein Ende der Attentate in Frankreich.
Die Rue des Rosiers war auch ein Ort christlicher Kultur. An der Ecke der Rue des Rosiers zur Rue Ferdinand-Duval stand eine Marienstatue, welche 1528 während der Ausschreitungen gegen Protestanten beschädigt wurde. Um diese zu ersetzen, ließ König Franz I. von Frankreich eine Nachbildung aus Silber errichten, die 1545 gestohlen wurde. Erneut durch eine steinerne Statue ersetzt, verschwand sie nach 1789 ganz.
Als Montmartre noch selbständige Gemeinde vor den Toren von Paris war, gab es dort ebenfalls eine Rue des Rosiers. Um Verwechslungen zu vermeiden, wurde sie bei der Eingemeindung in Rue du Chevalier-de-la-Barre umbenannt.

## Namhafte Gebäude

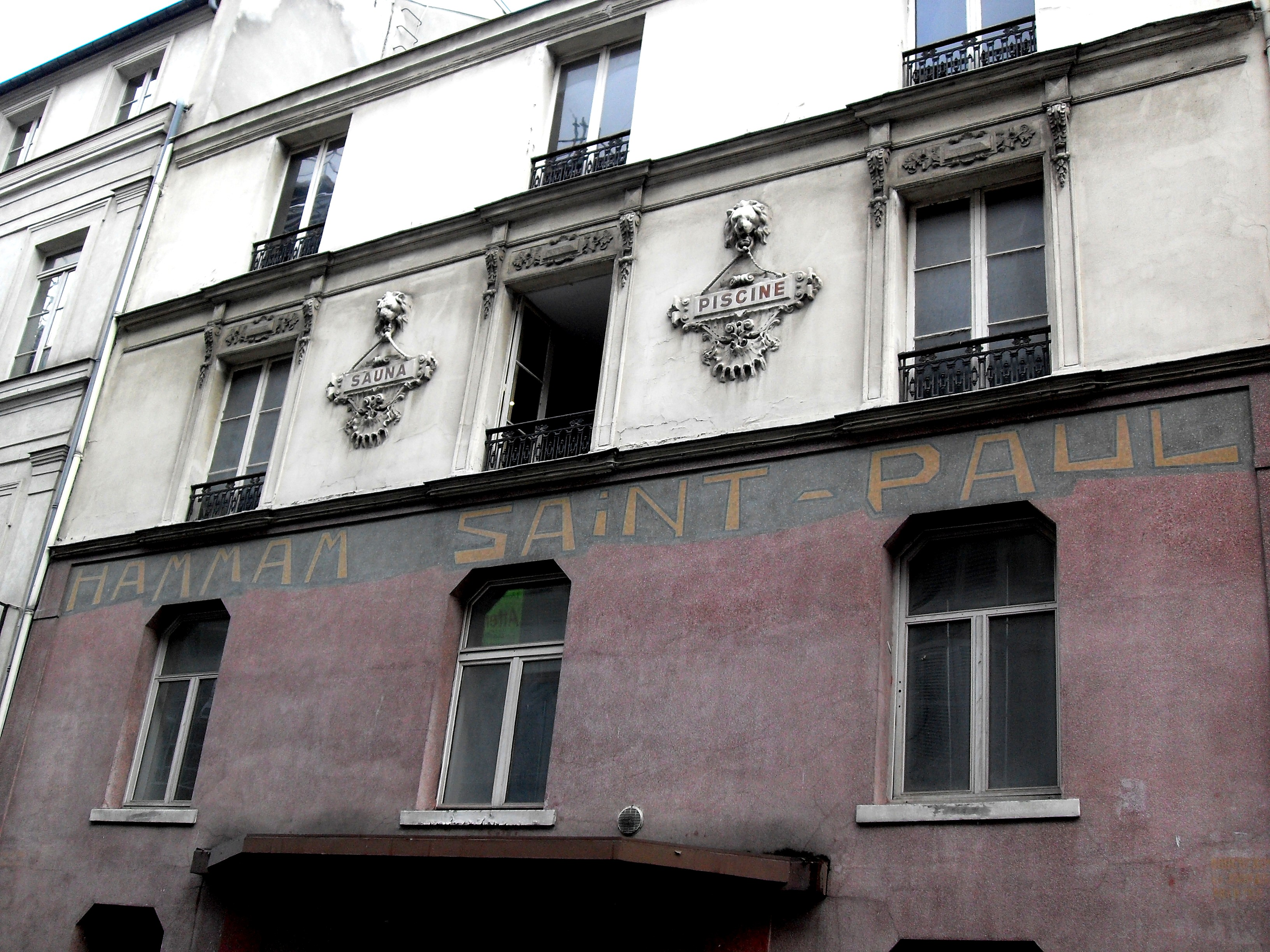
Haus Nummer 4 der Rue des Rosiers, die Fassade des alten Hammam Saint-Paul

- Im Haus Nummer 4 befand sich ein angesehenes Dampfbad, die „Hammam sauna Saint-Paul“, errichtet 1863 in einer Zeit, als viele Wohnungen noch keine Badezimmer hatten. Es wurde 1990[14] verkauft und ist seitdem ein Ladengeschäft, in dem nacheinander verschiedene Möbel- und Kleiderhändler ansässig waren. Die Fassade trägt immer noch den an die ursprüngliche Nutzung erinnernden Schriftzug „HAMMAM SAINT-PAUL – SAUNA – PISCINE“ (deutsch: Dampfbad Saint-Paul – Sauna – Schwimmbad).

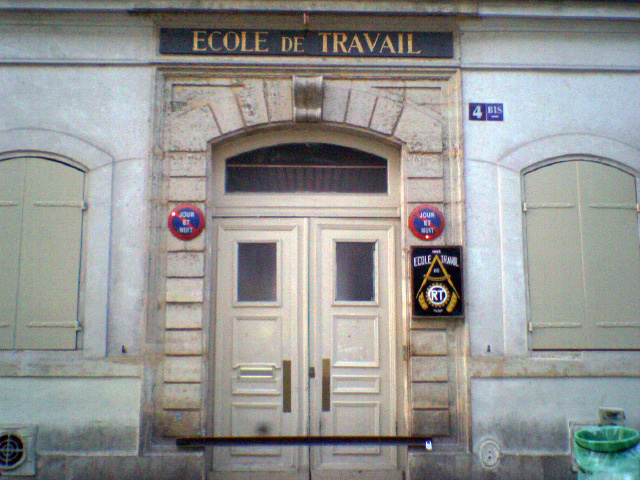
Haus Nummer 4a, Eingang zur „École de travail“

- Im Haus Nummer 4a befindet sich eine private Berufsschule, die „École de travail“[15] Ursprünglich war sie im Jahre 1852 ein Lehrlingsheim des Namens „Société de patronage des apprentis et ouvriers israélites de Paris“ (Schutzgesellschaft der israelitischen Lehrlinge und Arbeiter von Paris), die von drei Studenten aus gutem Hause gegründet worden war. Am Beginn des Jahres 1865 zog hier ein Internat ein, das von einer 1878 gegründeten gemeinnützigen Organisation geführt wurde. Der erste Absolvent verließ 1869 die Schule, nachdem er das Uhrmacherhandwerk erlernt hatte. 1885 erwarb die „École de travail“ das Gebäude, ab 1907 bot man auch „Theoriekurse“ an in Ergänzung zur Lehre.
Die NS-Zeit forderte von der „École“ einen traurigen Tribut, woran eine Gedenktafel mit folgenden Text erinnert: « À LA MÉMOIRE DU DIRECTEUR, DU PERSONNEL ET DES ÉLÈVES DE CETTE ÉCOLE ARRÊTÉS EN 1943 ET 1944 PAR LA POLICE DE VICHY ET LA GESTAPO, DÉPORTÉS ET EXTERMINÉS À AUSCHWITZ PARCE QUE NÉS JUIFS. » („In Erinnerung an den Direktor, das Personal und die Schüler dieser Schule, die 1943 und 1944 von der Vichy-Polizei und der Gestapo verhaftet wurden, verschleppt und ermordet in Auschwitz, weil sie als Juden geboren waren.“)
Ehemaliger Schüler der „École“ war auch Wolf Wajsbrot, ein Mitglied der „Gruppe Manouchian“, der auf der Festung Mont Valérien wegen seiner Teilnahme an der Résistance erschossen wurde.
1957 trat die „École“ der World ORT bei und wurde eine Vollzeitberufschule. Nach Änderung der Statuten in den Jahren 1961 und 1973 wurde die „École“ ein „Centre de formation d’apprentis“ (CFA). Im Jahr 2002 eröffnete die „École“ ein zweites Gebäude in Paris.
Im folgenden Jahr war sie der Ort einer ethnologischen Studie.[16] Im Jahr 2009 gab Hubert Saksik seinen Posten als Chef der Schule ab.

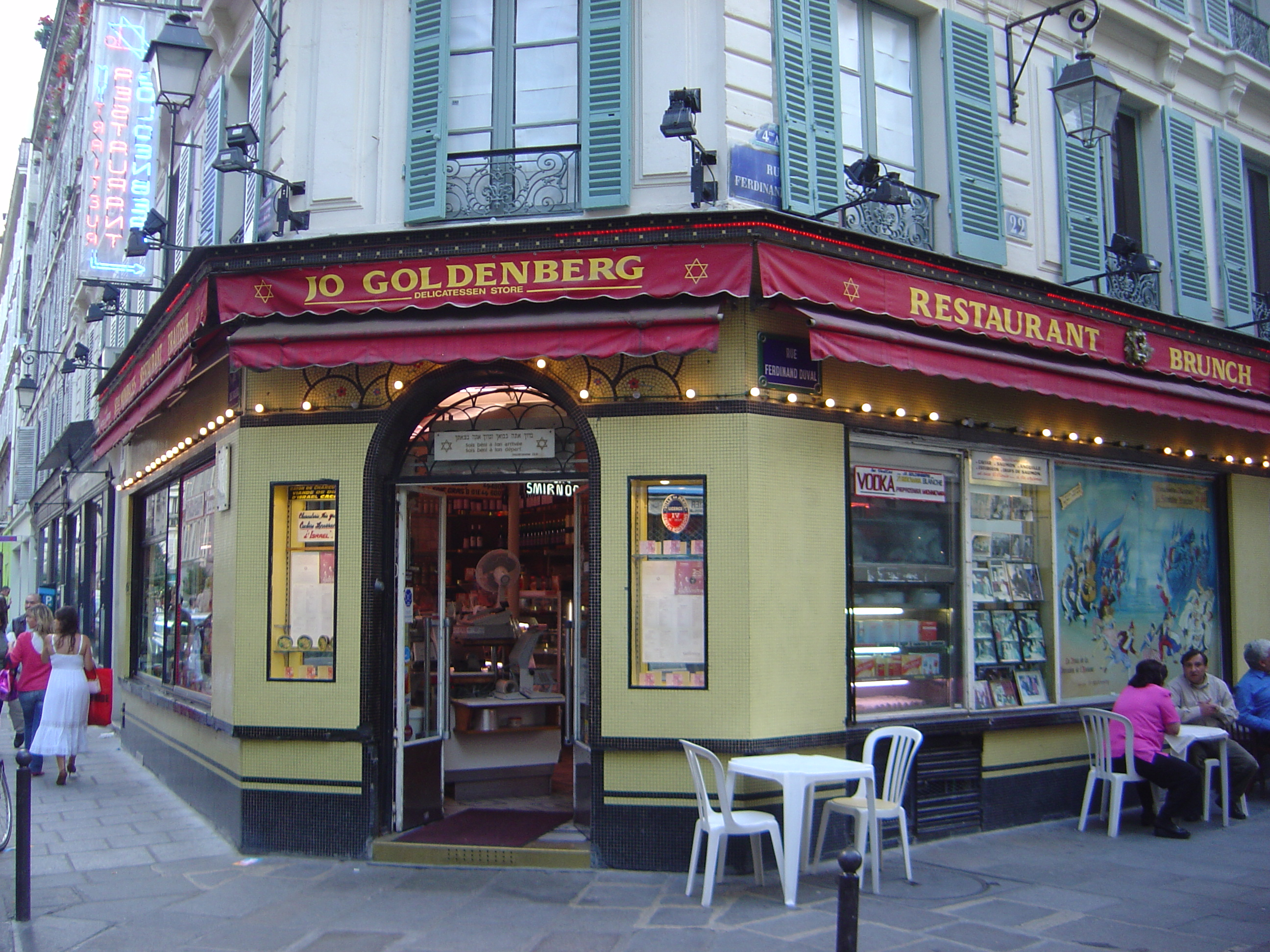
Das alte Restaurant Goldenberg, das Gebäude beherbergt seit 2010 eine Boutique für Konfektionskleidung

- Im Haus Nummer 7, an der Ecke von Rue des Rosiers und Rue Ferdinand-Duval, befand sich bis zu seiner Schließung im Jahr 2006 das angesehene Restaurant von Jo Goldenberg, das für seine traditionelle jüdische Küche bekannt war.[17] 1982 wurde auf dieses Restaurant ein Anschlag mit 6 Todesopfern und 22 Verletzten verübt. Auch nach 10 Jahren war im Schaufenster noch ein Einschussloch erkennbar. 2010 erwarb ein Bekleidungsgeschäft die Räumlichkeiten. Die Vorderfront blieb unverändert.[18][19]

- Im Haus Nummer 16, im ehemaligen „Café des Psaumes“ im Erdgeschoss des Gebäudes, das den „Offices publics d’aménagement et de construction“ (OPAC) gehört, einem staatlichen Sozialwohnungsunternehmen, fanden gelegentlich kulturelle Ereignisse wie Ausstellungen und Filmvorführungen statt. Auf dem Hof findet man die Überreste eines Stadthauses, besonders eine Eingangstreppe und ein Maskaron. Der Ort wird vom „Œuvre de secours aux enfants“ (Kinderschutzbund) genutzt, der dort ein Sozialcafé betreibt.[18]

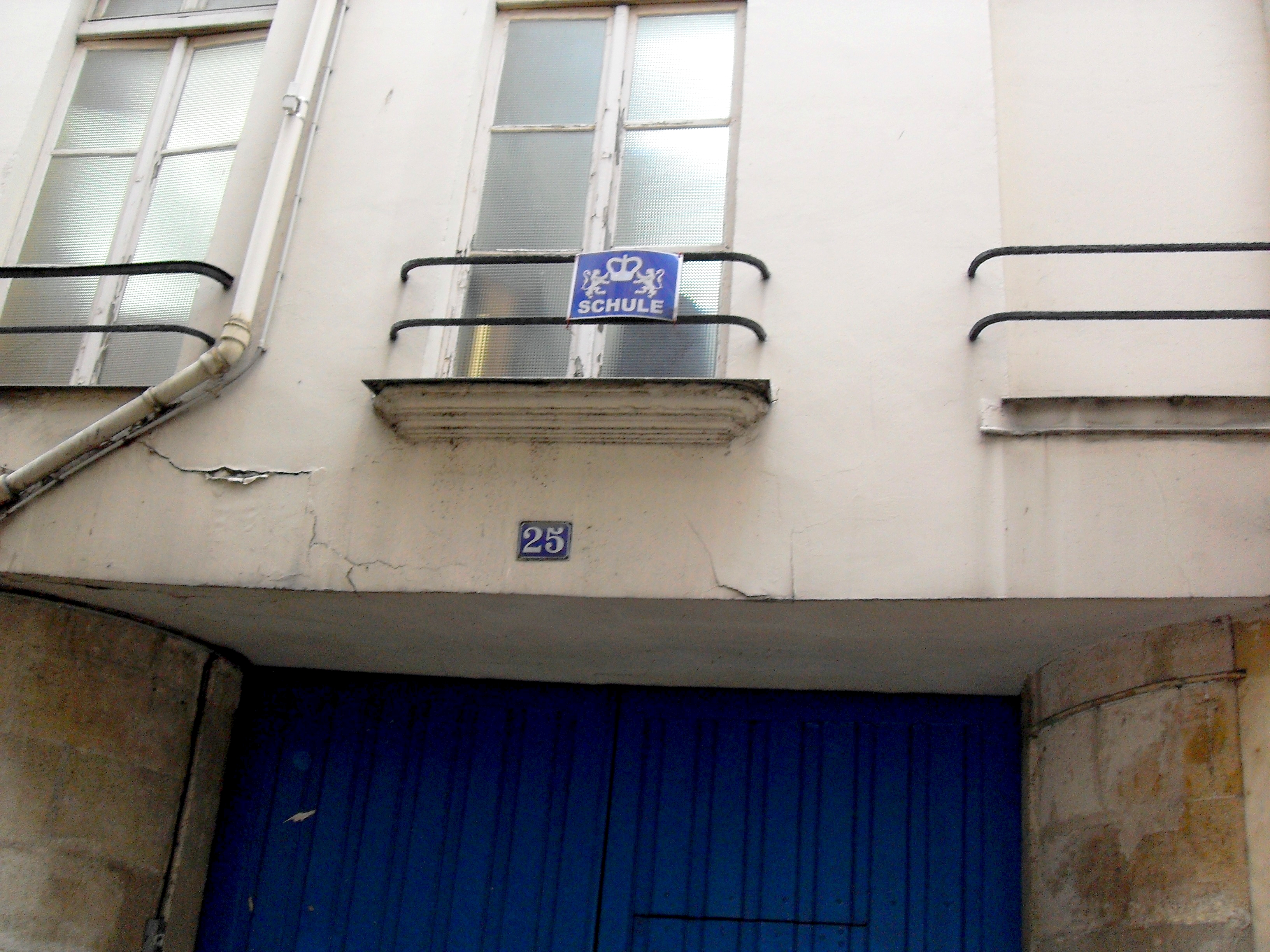
Die 'Schule' (Synagoge) im Haus Nummer 25 der Rue des Rosiers

- Die Häuser Nummer 17 und Nummer 25 beherbergen die zwei Synagogen dieser Straße, in der Menachem Mendel Schneerson unterrichtet hat, der spätere wichtigste Rabbiner der Lubawitscher-Bewegung. Beide sind Synagogen, die nicht dem Consistoire central israélite angehören. Die Synagoge im Haus Nummer 17 ist durch den roten Schein des Ewigen Lichtes im ersten Obergeschoss erkennbar, die andere im Haus Nummer 25 durch ein Schild im ersten Obergeschoss mit der Aufschrift „Schule“, dem jiddisch Wort für Synagoge. La schule du 17 (dt. „Die Synagoge von Haus 17“) nennt sich selbst „Marzikéi Adath“ (dt. „Diejenigen, die die Gemeinschaft voranbringen“). Diese chabadische Synagoge war, laut ihrer eigenen Webseite,[20] der älteste Ort jüdischen Kultus in Paris. Sie war in einer alten Wohnung untergebracht, die einige auf das 18. Jahrhundert[21], andere auf das 19. Jahrhundert (1879) datieren, wobei das Gebäude durchaus aus dem 18. Jahrhundert stammt.[22][23] Es gibt dort jeden Monat organisierte Führungen, auch während des „Festival du Pletzl“, das jedes Jahr im Mai stattfindet.

- Im Haus Nummer 22 befand sich zu Beginn des 20. Jahrhunderts das Sozialrestaurant „Au fourneau économique“, ein Vorläufer der „Restos du cœur“, wo man sehr günstig essen konnte. 1914 bekam man hier für 2 Sous, umgerechnet etwa 2 Eurocent, eine Portion Fleisch, eine Suppe oder einen Teller Gemüse. Für das Brot als Beilage musste selbst gesorgt werden.[24]

- Haus Nummer 23 ist ein altes Stadthaus aus dem 17. Jahrhundert, das auf der Stelle eines Baus steht, dessen Eigentümer François Bugadel und anschließend der Grafen von Tancarville waren. 1650 gehörte es einem gewissen Genlis, 1750 ging es an den Oberleutnant der Kavallerie d’Estat. Über diesen verbreitete sich die böse Legende, er habe seinen Aufstieg dem Verhalten seiner Frau zu verdanken, was seine Rivalen sagen ließ: „Quand on fait son chemin par l’épée, c’est bien moins rapide que par la robe.“ (deutsch: „Wenn man seinen Weg durch das Schwert macht, ist es beträchtlich langsamer als durch die Robe.“)

- Im Haus Nummer 26 wohnte Yvette Feuillet (* 25. Januar 1920 † 1943), die Mitglied der Forces françaises de l’intérieur (FFI) im Rang eines Sergeants war, deportiert und ermordet in Auschwitz, ausgezeichnet mit dem Orden der Résistance. Eine Gedenktafel erinnert an sie.[25] Ihr Vater war Bäcker, sie selbst war Arbeiterin in einer Lampenfabrik im 11. Arrondissement, in der Rue Sedaine. Sie war auch Kassenwart des Heims in der Rue des Rosiers, in dem sie wohnte.

- Das Haus Nummer 33 wurde 1645 durch notariellen Vertrag an den Lebensmittelhändler Henri Bruslé verkauft.

- Im Haus Nummer 34 wohnte Louis Shapiro (* 28. März 1913 † 30. April 1944), Widerstandskämpfer und Kommandant der FTPF, erschossen auf dem Mont Valérien. An ihn erinnert eine Gedenktafel über der Eingangstür des Gebäudes.

- Das Haus Nummer 35 wurde 1645 auf Antrag von Philippe de Champaigne gepfändet, so dass Claude Bourgeois es an einen Konditor namens Étienne Laporte verkaufen musste.

## Die Rue des Rosiers in der Literatur und Film

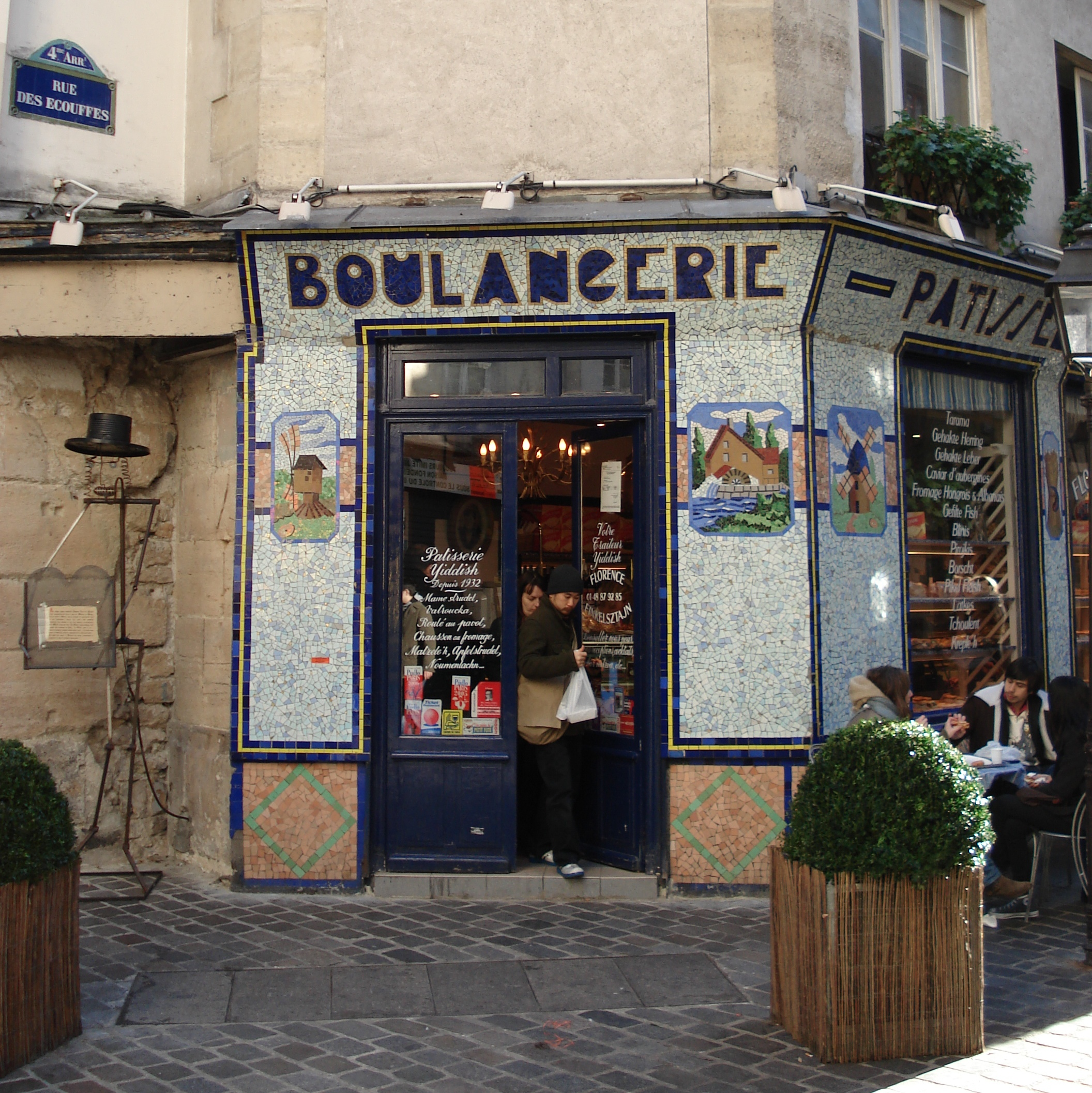
Eine bekannte Bäckerei an der Ecke von Rue des Rosiers und Rue des Écouffes

Eine Sequenz des Films Die Abenteuer des Rabbi Jacob (französisch Les aventures de Rabbi Jacob) von Gérard Oury von 1973 spielt in der nicht wiederzuerkennenden Pariser Rue des Rosiers. Die Kamera verweilt zwar lange auf dem Straßenschild, die Dreharbeiten für die Außenszenen wurden aber in Wirklichkeit in einer Straße von Saint-Denis gedreht und nicht in Paris; die Innenaufnahmen insbesondere der Synagoge im Studio.
Eine der Abenteuer von Nestor Burmas Serie Die neuen Geheimnisse von Paris (französisch Les nouveaux mystères de Paris) ist die Folge Spur ins Ghetto (französisch Du rébecca rue des Rosiers). Darin beschreibt Léo Malet das Viertel, wie es um 1958 war. 1992 brachte Maurice Frydland die Serie ins Fernsehen; eine der Szenen spielt in der Librairie Bibliophane im Haus Nummer 26 der Rue des Rosiers, die 2010 auch zu einem Bekleidungsgeschäft wurde.
Der Verlag Bibliophane im Haus Nummer 26 der Straße veröffentlichte einen Roman der Autorin Michèle Kahn mit dem Titel Le Schnorrer de la rue des Rosiers, in dem ein Bettler die (wahre) Geschichte eines Glücklichen hört, der mehreren Konzentrationslagern entkam.
In seinem 1931 erschienenen Roman Maigret und Pietr der Lette bezeichnet Georges Simenon die Rue des Rosiers als „Kern des Pariser Ghettos“.

## Erinnerung und Identität
Das Quartier Saint-Gervais, in dem sich die Rue des Rosiers befindet, ist laut Anne Grynberg:

« Tout un univers d’immigrés issus de la yiddishkeit (culture du monde yiddish) avec lequel beaucoup de Juifs gardent toujours un lien, fort encore ou bien ténu, qui les conduit à venir le dimanche arpenter les rues du quartier, à se presser à la veille des fêtes pour acheter rue des Rosiers ou rue des Écouffes des produits traditionnels qu’ils pourraient trouver beaucoup plus près de chez eux, à faire un détour pour déguster un morceau de strudel aux pommes cher aux Juifs de Pologne, une brik qui rappelle l’Algérie, ou un falafel, emblématique de la nourriture israélienne… Car mémoire et identité se mêlent et en dehors des emplettes qu’on pourrait évidemment faire ailleurs, on hume comme un parfum d’enfance - de son enfance, de celle de ses parents voire de ses grands-parents -, on croise des gens qui s’apprêtent à célébrer la même fête, on se dit “Shabbat Shalom” le vendredi. »

„Ein ganzes Universum von Immigranten aus der Jiddischkeit (jiddische Weltkultur), mit der viele Juden immer noch eine Verbindung halten, ob noch stark oder sehr schwach, welche sie dazu bringt, sonntags die Straßen des Viertels zu durchschreiten; sich am Vorabend der Feste zu eilen, um in der Rue des Rosiers oder der Rue des Écouffes traditionelle Produkte zu kaufen, die sie auch viel näher an ihrer Wohnung finden könnten; um Umwege zu gehen für den Biß in ein Stück Apfelstrudel, der den Polnischen Juden so teuer ist, für Brik, der an Algerien erinnert, oder für Falafel, Sinnbild des israelischen Essens … Denn die Erinnerung und die Identität verschmelzen, und neben den Einkäufe, die man natürlich genausogut woanders tätigen könnte, schnuppert man so etwas wie den Geruch der Kindheit – der eigenen Kindheit, derjenigen der Eltern oder gar der Großeltern; man läuft Menschen über den Weg, die sich auf dasselbe Fest vorbereiten; man grüßt sich freitags mit „Sabbat Shalom“.“

Das Lied La rue des Rosiers, gesungen von Pia Colombo im Jahr 1960, spiegelt die Atmosphäre der Zeit unmittelbar vor dem Krieg wider. Der Autor des Textes, Silvain Reiner, erzählt die Geschichte der Straße in harten Kontrasten.
| Französischer Text | Übersetzung |
| --- | --- |
| « Il n'y a plus de roses Dans la rue des Rosiers Il n'y a plus de roses Elles sont mortes en été. C’était en plein Marais Une rue où grouillait La vie belle et sa rage Une rue qui sentait Le hareng qu’on fumait Et la folie des sages Un bonjour se chantait, Se riait, se criait, Bonjour à la française Un beau jour une affaire Un beau jour une misère Doux comme un lit de fraises La rue des oubliés La rue des émigrés La rue des retrouvailles Il n'y a plus de roses Dans la rue des Rosiers Il n'y a plus de roses Elles sont mortes en été. » | „Es gibt keine Rosen mehr In der Rue des Rosiers. Es gibt keine Rosen mehr, Sie sind im Sommer gestorben. Es gab mitten im Marais Eine Straße, in der es wimmelte Vom guten Leben und seinem Zorn, Eine Straße, wo es roch Nach Hering, den man räucherte, Und die Tollheit der Weisen Sang sich ein Guten Tag zu, Sie lachte, sie schrie Guten Tag auf französische Art. Der eine schöne Tag und ein Geschäft Der andere schöne Tag und ein Elend Weich und süß wie ein Bett aus Erdbeeren Die Straße der Vergessenen Die Straße der Ausgewanderten Die Straße des Wiedersehens Es gibt keine Rosen mehr In der Rue des Rosiers. Es gibt keine Rosen mehr, Sie sind im Sommer gestorben.“ |